# یاس بنفش
یاس بنفش (نام علمی: Syringa)، (به انگلیسی: Lilac)، سرده‌ای از ۱۲ زیرگونه شناخته شده از گیاهان گلدار چوبی  بومی مناطقی از شرق آسیا تا جنوب‌شرقی اروپا است که در دیگر مناطق معتدل جهان نیز کاشته (و در کانادای سرد سیر هم به وفور دیده) می‌شود.
یکی از زیرگونه‌های آن، یاس بنفش ایرانی است که نباید آن را با ارغوان اشتباه گرفت.

## نام
در عربی آلیلَک/لیلج از نیلک فارسی به معنی نیلی‌رنگ، نام انگلیسی و فرانسوی (lilac)  از عربی است. در متون فارسی ارغوان ((گااوبا). ارجوان . خزریق . زمزریق . زعید).

## ویژگی‌ها
درختی کوچک که می‌تواند از ۲ تا ۱۰ متر ارتفاع داشته باشد و قط ساقه‌های آن تا ۲۰ یا ۳۰ سانتی‌متر می‌تواند برسد. برگ‌ها به ترتیب و روبه‌روی هم می‌رویند و شکل آنها ساده و قلبی‌شکل تا نوک‌تیز هستند و در گونه‌های بسیار کمی می‌توان برگ‌های پَر مانند دید. (مانند گونه‌های S. protolaciniata و S. pinnatifolia) گل‌ها در بهار باز می‌شوند و بین ۵ تا ۱۰ میلی‌متر قطر دارند و گلبرگ‌های چهار برگه با طول بین ۵ تا ۲۰ میلی‌متر دارند؛ گل‌ها دوجنسه هستند. رنگ معمول گل‌های یاس بنفش، بنفش (بنفش روشن یا یاسی) است اما رنگ‌های سفید، زرد کمرنگ، صورتی و حتی شرابی تیره هم در برخی گونه‌ها دیده شده‌است. فصل گل‌دهی بسته به گونهٔ مورد نظر، بین میانه‌های بهار تا آغاز تابستان متفاوت است.

## نگارخانه

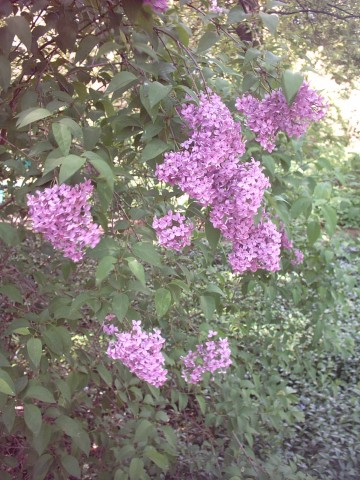
یاس بنفش ایرانی
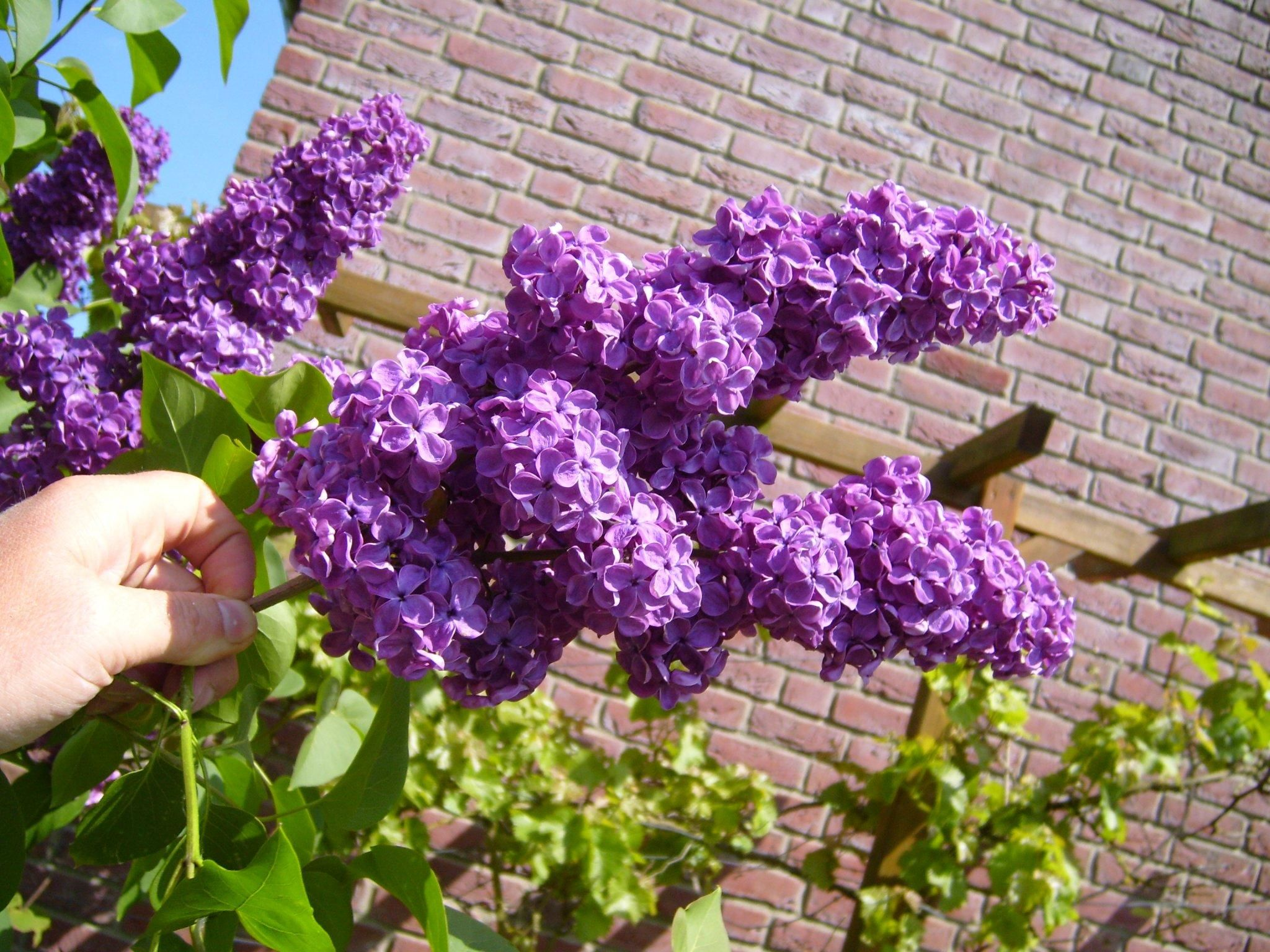
شاخه‌ای پُرشکوفه از یاس بنفش
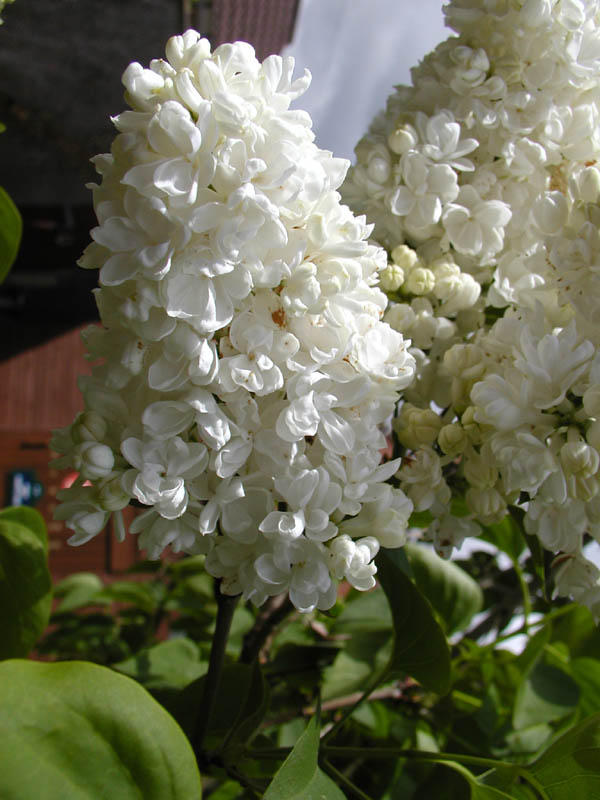
بوتهٔ یاس بنفش با گل‌های سفید
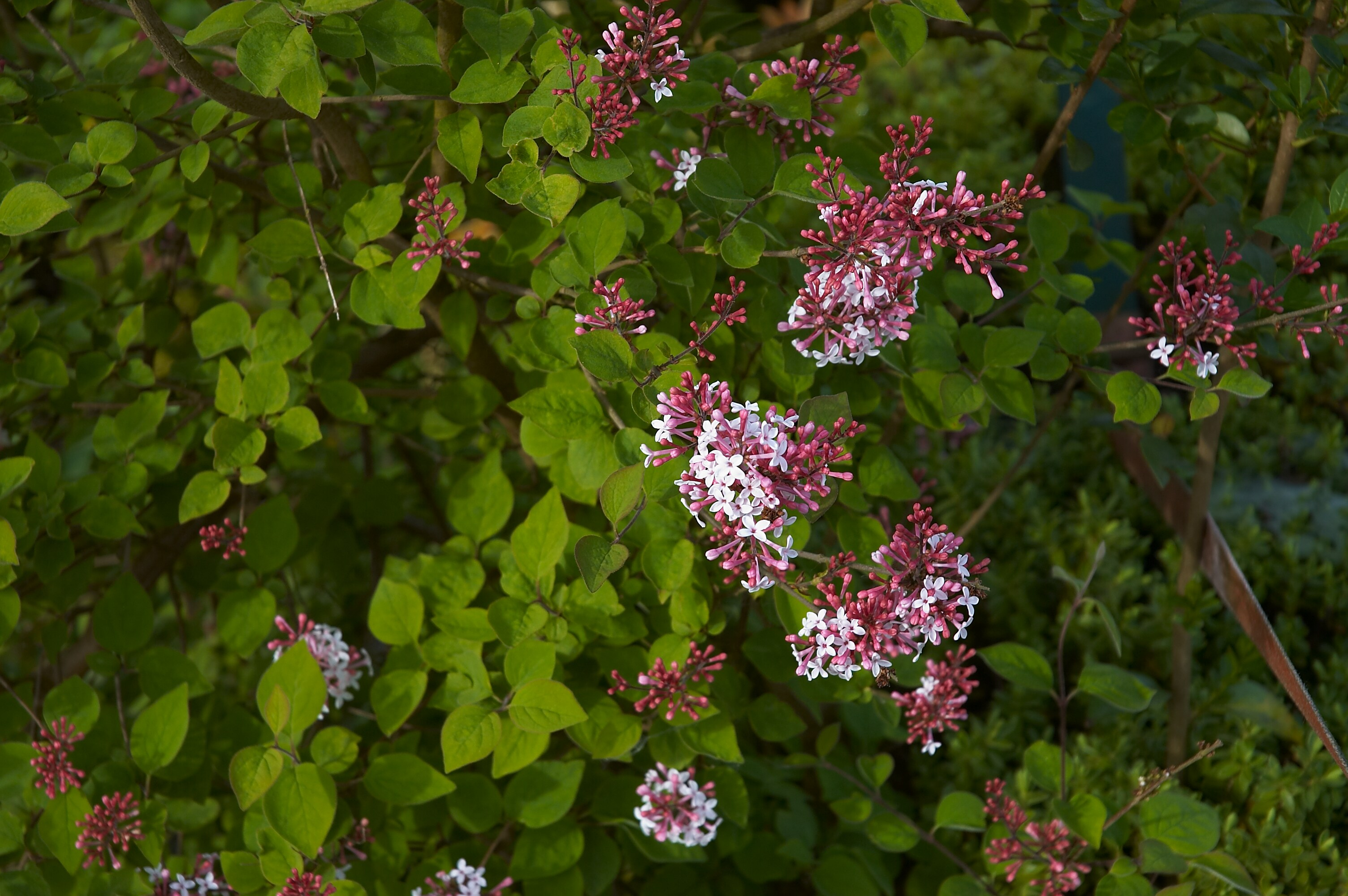
گونهٔ Syringa microphylla
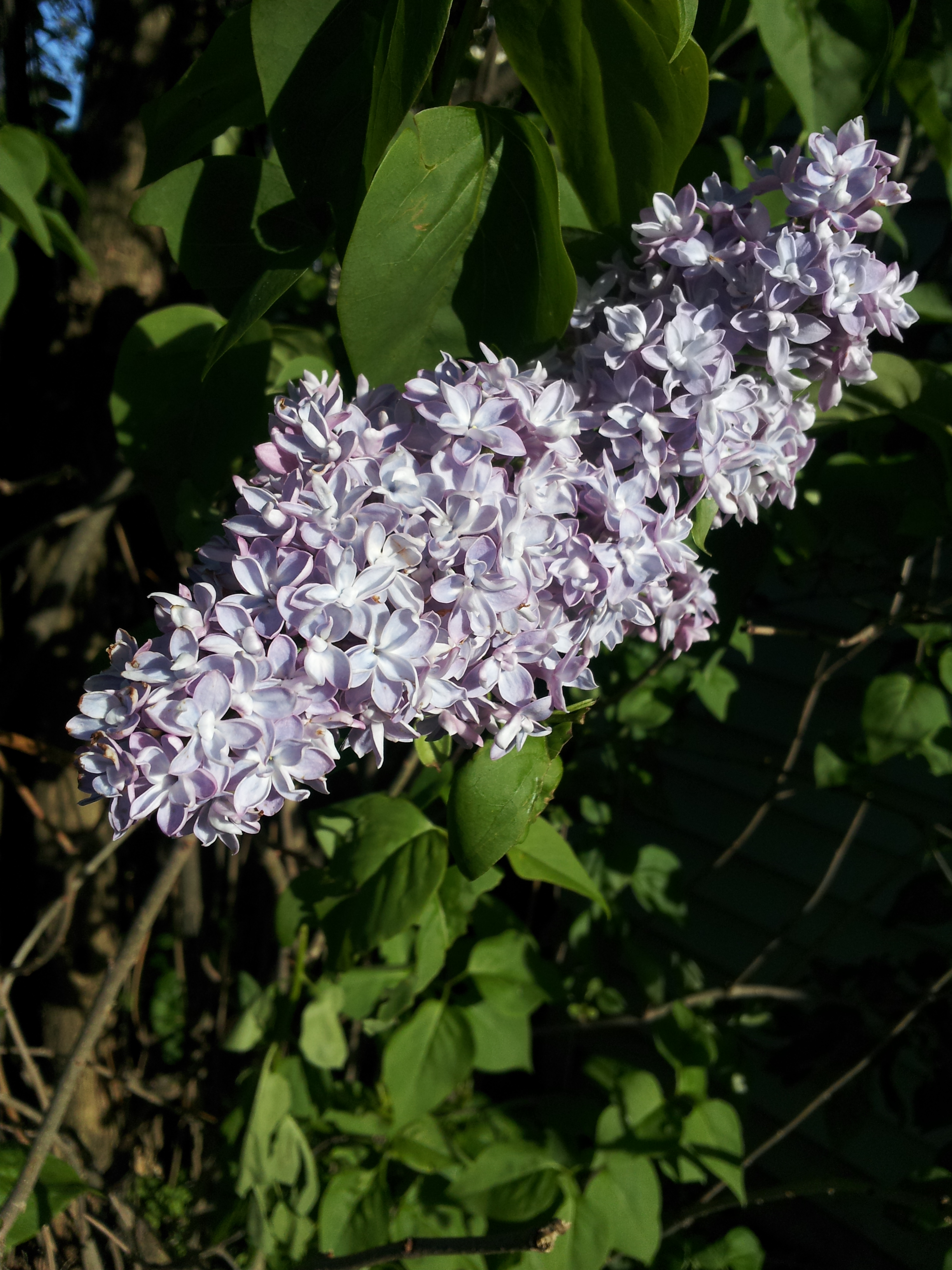
گونهٔ Syringa vulgaris
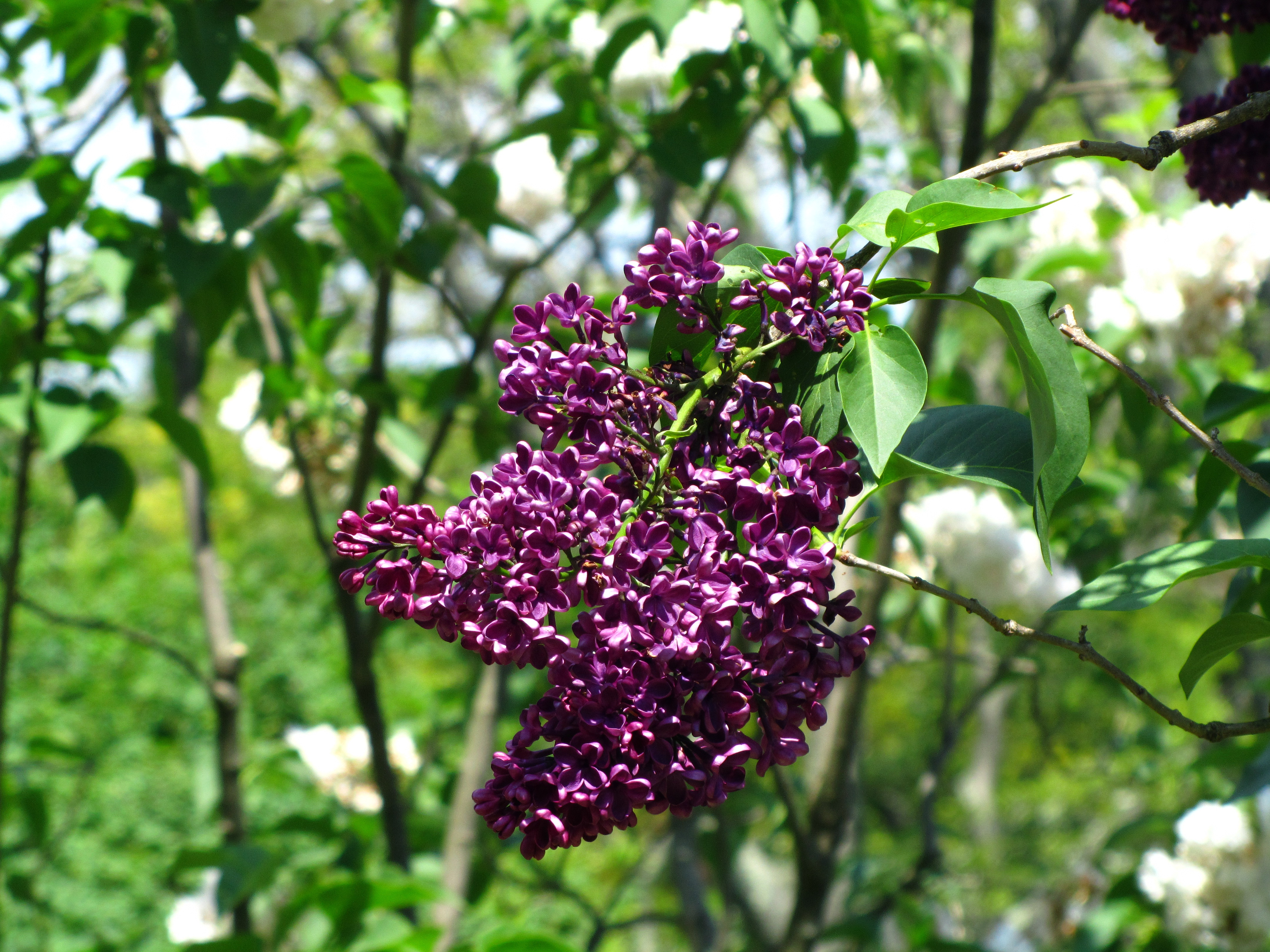
گونهٔ Syringa vulgaris 'Sarah Sands'